# Campionati europei di pentathlon moderno 2001
I campionati europei di pentathlon moderno 2001 si sono svolti a Sofia, in Bulgaria, dove si sono disputate le gare maschili e femminili individuali ed a squadre.

## Risultati

### Maschili
| Evento              | Oro                                               | Argento                                                           | Bronzo                                                      |
| Individuale         | Andrejus Zadneprovskis                            | Edvinas Krungolcas                                                | Sándor Fülep                                                |
| A squadre           | Ungheria Viktor Horváth Gábor Balogh Sándor Fülep | Bielorussia Pavel Doŭhal' Aleksandr Bysov Dzmitryj Meljach        | Ucraina Vadym Tkačuk Vitalij Budovs'kyj Oleksandr Kravčenko |
| Staffetta a squadre | Ungheria Viktor Horváth Ákos Kállai Sándor Fülep  | Lituania Andrejus Zadneprovskis Tadas Žemaitis Edvinas Krungolcas | Polonia Maciej Bogucki Andrzej Stefanek Marcin Horbacz      |

### Femminili
| Evento              | Oro                                                    | Argento                                                 | Bronzo                                                        |
| Individuale         | Stephanie Cook                                         | Tetjana Nakazna                                         | Žanna Šubenok                                                 |
| A squadre           | Regno Unito Sian Lewis Stephanie Cook Georgina Harland | Bielorussia Žanna Šubenok Anna Vnukova Halina Bašlakova | Italia Fabiana Fares Claudia Corsini Claudia Cerutti          |
| Staffetta a squadre | Ungheria Csilla Füri Nóra Simóka Zsuzsanna Vörös       | Bielorussia Žanna Šubenok Anna Vnukova Halina Bašlakova | Regno Unito Stephanie Cook Elizabeth Kipling Georgina Harland |

## Medagliere
| Posizione | Paese       |   |   |   | Totale |
| --------- | ----------- | - | - | - | ------ |
| 1         | Ungheria    | 3 | 0 | 1 | 4      |
| 2         | Regno Unito | 2 | 0 | 1 | 3      |
| 3         | Lituania    | 1 | 2 | 0 | 3      |
| 4         | Bielorussia | 0 | 3 | 1 | 4      |
| 5         | Ucraina     | 0 | 1 | 1 | 2      |
| 6         | Italia      | 0 | 0 | 1 | 1      |
| 6         | Polonia     | 0 | 0 | 1 | 1      |
| Totale    | Totale      | 6 | 6 | 6 | 18     |